# Parathrylea
Parathrylea is een geslacht van kevers uit de familie bladkevers (Chrysomelidae).
De wetenschappelijke naam van het geslacht werd in 1892 gepubliceerd door Duvivier.

## Soorten
- Parathrylea rectimarginata Wang in Wang & Yu, 1993